# Kōriyama
Kōriyama (郡山市 Kōriyama-shi) là thành phố thuộc tỉnh Fukushima, Nhật Bản. Tính đến ngày 1 tháng 10 năm 2020, dân số ước tính thành phố là 327.692 người và mật độ dân số là 430 người/km2. Tổng diện tích thành phố là 757,2 km2.

## Địa lý

### Đô thị lân cận
- Fukushima
  - Sukagawa
  - Aizuwakamatsu
  - Nihonmatsu
  - Tamura
  - Motomiya
  - Otama
  - Ten-ei
  - Hirata
  - Miharu
  - Ono
  - Inawashiro

### Khí hậu
| Dữ liệu khí hậu của Kōriyama, Fukushima  | Dữ liệu khí hậu của Kōriyama, Fukushima | Dữ liệu khí hậu của Kōriyama, Fukushima | Dữ liệu khí hậu của Kōriyama, Fukushima | Dữ liệu khí hậu của Kōriyama, Fukushima | Dữ liệu khí hậu của Kōriyama, Fukushima | Dữ liệu khí hậu của Kōriyama, Fukushima | Dữ liệu khí hậu của Kōriyama, Fukushima | Dữ liệu khí hậu của Kōriyama, Fukushima | Dữ liệu khí hậu của Kōriyama, Fukushima | Dữ liệu khí hậu của Kōriyama, Fukushima | Dữ liệu khí hậu của Kōriyama, Fukushima | Dữ liệu khí hậu của Kōriyama, Fukushima | Dữ liệu khí hậu của Kōriyama, Fukushima |
| Tháng                                    | 1                                       | 2                                       | 3                                       | 4                                       | 5                                       | 6                                       | 7                                       | 8                                       | 9                                       | 10                                      | 11                                      | 12                                      | Năm                                     |
| ---------------------------------------- | --------------------------------------- | --------------------------------------- | --------------------------------------- | --------------------------------------- | --------------------------------------- | --------------------------------------- | --------------------------------------- | --------------------------------------- | --------------------------------------- | --------------------------------------- | --------------------------------------- | --------------------------------------- | --------------------------------------- |
| Cao kỉ lục °C (°F)                       | 14.5 (58.1)                             | 18.6 (65.5)                             | 23.1 (73.6)                             | 29.5 (85.1)                             | 34.2 (93.6)                             | 34.8 (94.6)                             | 36.0 (96.8)                             | 36.6 (97.9)                             | 34.1 (93.4)                             | 29.5 (85.1)                             | 23.8 (74.8)                             | 18.7 (65.7)                             | 36.2 (97.2)                             |
| Trung bình ngày tối đa °C (°F)           | 4.5 (40.1)                              | 5.5 (41.9)                              | 9.5 (49.1)                              | 16.1 (61.0)                             | 21.6 (70.9)                             | 24.8 (76.6)                             | 28.0 (82.4)                             | 29.4 (84.9)                             | 25.2 (77.4)                             | 19.4 (66.9)                             | 13.5 (56.3)                             | 7.5 (45.5)                              | 17.1 (62.7)                             |
| Trung bình ngày °C (°F)                  | 0.9 (33.6)                              | 1.4 (34.5)                              | 4.6 (40.3)                              | 10.5 (50.9)                             | 16.2 (61.2)                             | 20.0 (68.0)                             | 23.5 (74.3)                             | 24.5 (76.1)                             | 20.4 (68.7)                             | 14.5 (58.1)                             | 8.6 (47.5)                              | 3.4 (38.1)                              | 12.4 (54.3)                             |
| Tối thiểu trung bình ngày °C (°F)        | −2.5 (27.5)                             | −2.3 (27.9)                             | 0.1 (32.2)                              | 5.0 (41.0)                              | 11.1 (52.0)                             | 15.9 (60.6)                             | 19.9 (67.8)                             | 20.7 (69.3)                             | 16.5 (61.7)                             | 10.1 (50.2)                             | 3.8 (38.8)                              | −0.4 (31.3)                             | 8.2 (46.7)                              |
| Thấp kỉ lục °C (°F)                      | −12.0 (10.4)                            | −12.5 (9.5)                             | −12.8 (9.0)                             | −4.4 (24.1)                             | 1.5 (34.7)                              | 7.8 (46.0)                              | 8.8 (47.8)                              | 12.0 (53.6)                             | 5.4 (41.7)                              | −1.0 (30.2)                             | −5.8 (21.6)                             | −11.1 (12.0)                            | −12.8 (9.0)                             |
| Lượng Giáng thủy trung bình mm (inches)  | 40.9 (1.61)                             | 27.6 (1.09)                             | 66.1 (2.60)                             | 75.4 (2.97)                             | 92.2 (3.63)                             | 120.6 (4.75)                            | 191.2 (7.53)                            | 144.4 (5.69)                            | 162.7 (6.41)                            | 126.5 (4.98)                            | 57.8 (2.28)                             | 38.1 (1.50)                             | 1.143,5 (45.04)                         |
| Số ngày giáng thủy trung bình (≥ 1.0 mm) | 7.3                                     | 5.7                                     | 9.1                                     | 9.0                                     | 9.7                                     | 11.4                                    | 14.0                                    | 11.3                                    | 11.3                                    | 8.9                                     | 6.9                                     | 7.3                                     | 111.9                                   |
| Số giờ nắng trung bình tháng             | 128.8                                   | 140.0                                   | 170.9                                   | 181.6                                   | 195.7                                   | 148.9                                   | 138.2                                   | 164.3                                   | 125.9                                   | 133.0                                   | 129.2                                   | 124.6                                   | 1.781,1                                 |
| Nguồn 1: Cục Khí tượng Nhật Bản          |                                         |                                         |                                         |                                         |                                         |                                         |                                         |                                         |                                         |                                         |                                         |                                         |                                         |
| Nguồn 2: Cục Khí tượng Nhật Bản          |                                         |                                         |                                         |                                         |                                         |                                         |                                         |                                         |                                         |                                         |                                         |                                         |                                         |

## Giao thông

### Đường sắt
JR East - Tōhoku Shinkansen
- Kōriyama

JR East -  Tōhoku-honsen
- Asaka-Nagamori - Kōriyama - Hiwada

JR East -  Tuyến Đông Ban'etsu
- Kōriyama - Mōgi

JR East -  Tuyến Tây Ban'etsu
- Kōriyama - Kōriyamatomita - Kikuta - Akogashima - Bandai-Atami - Nakayamajuku

JR East -  Tuyến Suigun
- Kōriyama - Asaka-Nagamori - Yatagawa - Iwaki-Moriyama

### Cao tốc/Xa lộ
- Tōhoku Expressway - Asaka PA - Kōriyama-minami IC - Kōriyama IC - Kōriyama JCT
- Cao tốc Ban-etsu - Kōriyama-higashi IC - Kōriyama JCT - Gohyakugawa PA - Bandai-Atami IC
- Quốc lộ 4
- Quốc lộ 49
- Quốc lộ 288
- Quốc lộ 294